# パヴェル・サディリン
パーヴェル・フョードロヴィチ・サディーリン（ロシア語: Па́вел Фёдорович Сады́рин、1942年9月18日 - 2001年12月1日）は、現ロシア・ペルミ地方、ペルミ出身の元サッカー選手、元サッカー指導者。現役時代のポジションはMF。

## 経歴

### 選手
1942年、現ロシア・ペルミ地方、の首都ペルミで生まれた。地元のズヴェズダ・ペルミのアカデミーで育ち、1959年にトップチームに昇格した。1965年、ゼニト・レニングラード(現在のFCゼニト・サンクトペテルブルク)に移籍をして1975年に現役を引退するまでプレーをした。

### 監督
現役引退後の1978年から1982年までは古巣のゼニトでアシスタント・コーチとして働き、1983年にはゼニトの監督に就任をした。1987シーズンではソビエト連邦サッカーリーグにてゼニト創設以来初となる優勝を成し遂げた。1988年、現在のウクライナのFCクリスタル・ヘルソンの監督を務めた。1989年にはPFC CSKAモスクワの監督に就任をした。1991年のUSSRカップでは決勝まで上り詰め、FCトルペド・モスクワとの決勝戦 (3-2) では勝利を収め、CSKAモスクワに21年(カップ戦では36年)ぶりとなるタイトルをもたらした。リーグ戦でも好調を維持して優勝を果たし、2冠を達成した。
1992年、ソビエト連邦の崩壊後の新生ロシア代表の初代監督に就任した。しかし、サディリンがクラブで学んできたトレーニング方法を巡って海外でプレーする選手たちの間に不満が募った。
1993年11月17日、1994 FIFAワールドカップ・ヨーロッパ予選のギリシャ戦に敗れた後に選手たちの不満を訴える手紙が14人の署名により公開された。3つが改善されなければ1994 FIFAワールドカップ アメリカ大会をボイコットすると書かれ、その3つの要求の中の1つにサディリンの辞任要求(アナトリー・ブイショヴェツを監督に任命)があり波紋を呼んだ。その後、一部の選手は署名を破棄、または署名はしていないと述べワールドカップの選考により選ばれ出場をした。
ロシア代表から退いた1995年には当時ロシア・ファーストディビジョン (実質2部) に所属していたゼニトの監督に就任。シーズンでは3位に入りロシア・プレミアリーグ昇格を果たした。翌年の昇格初年度は10位という順位であったが解任された。
2001年12月1日、モスクワで癌により死去。亡くなる前までCSKAモスクワで指揮を執っていた。59歳没。クンツェヴスコーエ墓地に埋葬されている。

## 所属クラブ
- スヴェズダ・ペルミ 1959-1964
- ゼニト・レニングラード 1965-1975